# Mathefelon
Mathefelon (auch Matefelon) war eine Baronie im Anjou. Sie lag etwa 16 Kilometer nordöstlich von Angers und gehörte zur Pfarre Seiches-sur-le-Loir. Nach der Baronie nannte sich eine Familie, die später vor allem im Orléanais lebte. Das Haus Matefelon ist seit dem 11. Jahrhundert bezeugt, von ihm stamme in weibliche Linie das Haus Champagne du Maine ab. Die Familie stiftete vor allem dem Kloster Chaloché, das durch diese Zuwendungen schnell reich wurde.
Jeanne de Mathefelon, Erbtochter von Thibaut V., heiratete Guillaume VII. l’Archévêque de Parthenay, † 1401, dessen Sohn Jean III. l’Archévêque de Parthenay, † 1427, wurde 1400 Sire de Matefelon und 1415/16 Sire de Parthenay. Er verkauft seine Besitzungen 1419 an die Krone, behält aber den lebenslangen Nießbrauch. König Karl VII. schenkt 1425 große Teile des Besitzes Arthur de Richemont, der im gleichen Jahr Connétable von Frankreich wird. Offenbar gehörte Mathefelon nicht dazu, da es sich Mitte des 15. Jahrhunderts im Besitz von Marie d’Harcourt befand, einer Nichte Jeans. Die Nachkommen Maries bilden das Haus Orléans-Longueville.
Die bekanntesten Familienmitglieder sind:
- Hersendis von Champagne, 1082–1106 bezeugt, die als Mutter der Heloise diskutiert wird
- Juhel de Mathefelon (Juhelle de Mayenne), † 1249/1250, 1243 Erzbischof von Reims; er nahm am Sechsten Kreuzzug teil und starb in Damiette
- Foulques de Mathefelon, † 1355, 1324 Bischof von Angers

sowie die Äbtissinnen des Klosters Saint-Georges in Rennes:
- 1158–1164: Adelaïde de Mathefelon († 1164)
- 1294–1317: Catherine de Mathefelon
- 1317–1325: Philippote de Mathefelon
- 1354–1360: Alix de Mathefelon († 1370)

## Stammliste

### Die erste Linie
1. Hugo I. Manselius (du Mans), wohl 1007 bezeugt, urkundet 6. Januar 1049, † 26. August wohl 1065
  1. Foulques I., um 1060 bezeugt, um 1070 de la Cropte, 1096 nobilis homo et egregius miles, 1110 Kreuzritter, bringt einen Arm des heiligen Sergius zur Abtei Saint-Serge in Angers, dann Mönch in Saint-Nicolas in Angers; ⚭ (1) Elisabeth, † vor 1096; ⚭ (2) vor 1100 Hersende, Witwe von Lisois Corvaisier
    1. (1) Hugues II. de Mathefelon, 1095/1138 bezeugt, vor 1118 Kreuzritter, † vor 1140; ⚭ Adeloea, um 1110 bezeugt
      1. Thibault I. de Mathefelon; um 1440-1144/45 bezeugt, † 19. Mai ....

    2. (1) Elisabeth de Mathefelon, 1104–1114 bezeugt; ⚭ wohl Hugues III. de Champagne, genannt de Mathefelon, 1125–1140 bezeugt, † wohl 1152, siehe unten

  2. Samuel, Seigneur de La Cropte, † 1118 nach 31. August
    1. Foucher de la Cropte; ⚭ Richilde
      1. Raoul
        1. Foucou, Mönch in Marmoutier

  3. Thibault, † vor 10160
  4. Garnier, vor 1083 bezeugt; ⚭ Tesceline, vor 1083 bezeugt
    1. Maurice, vor 1083 bezeugt

  5. Isembard, um 1100 bezeugt
  6. Yvon le bâtard, † vor 1061, Mönch im Kloster Saint-Serge in Angers
  7.  ? Guy, 1096/1105 bezeugt, geistlich in der Abtei Saint-Aubin d’Angers

### Die zweite Linie (11./12. Jahrhundert)
1. Hubert d'Arnay; ⚭ Aremburge de Montmorency, Blutsverwandte von Fulko Nerra, Graf von Anjou, † 1040, sie heiratete in zweiter Ehe Hervé de Sablé
  1. Hubert d'Arnay, genannt le Rasoir, X 6. Juli 1016 in der Schlacht bei Pontlevoy; ⚭ NN, Tochter von Isembard du Lude, Nichte von Isembard de Beauvais
    1. Hubert posthumus de Champagne oder de Durtal, Vasall von Geoffroy Martel, Graf von Anjou, X 1070; ⚭ Agnès, Tochter von Hugues Mangebreton, sie heiratete in zweiter Ehe Renaud de Maulévrier
      1. Hubert de Champagne oder de Durtal, um 1140 Seigneur de Durtal, 1047–1060/1109 bezeugt; ⚭ Avicie, 1109 bezeugt
      2. Hugues III. de Champagne, genannt de Mathefelon, 1125/49 bezeugt, † wohl 1152; ⚭ (1) Elisabeth de Mathefelon, wohl die 1104–1114 bezeugte Tochter von Foulques I. de Mathefelon, siehe oben; ⚭ (2) Marquise de Vitré, † nach 1162, Tochter von André I. de Vitré (Haus Vitré, sie heiratete in dritter Ehe vor 1160 Payen de Vaiges, 139/75 bezeugt – Nachkommen siehe unten
      3. Gervais, 1060–10857/1082–1106 bezeugt
      4. Hersende de Champagne (* um 1060; † 1. Dezember 1114), nach 1096 Konversin im Gefolge Robert von Arbrissels, um 1100 Mitgründerin der Abtei Fontevraud; ⚭ vor 1086 Guillaume de Montsoreau († vor 1087), Seigneur de Montsoreau
        1. Stephan (um 1086–1130), Kanoniker an der Kirche von Candes-Saint-Martin, später Archidiakon von Saint-Martin de Tours
        2.  ? Heloisa (* um 1095; † um 1164 im Kloster Le Paraclet),
          1. unehelich, Vater: Abaelard (* 1079 in Le Pallet bei Nantes; † 21. April 1142 im Kloster Saint-Marcel (Saône) bei Chalon-sur-Saône) Astralabius (* um 1118 in Le Pallet; † nach 1150)

### Die zweite Linie (12./13. Jahrhundert)
1. Hugues III. de Champagne, genannt de Mathefelon, 1125/49 bezeugt, † wohl 1152; ⚭ (1) Elisabeth de Mathefelon, wohl die 1104–1114 bezeugte Tochter von Foulques I. de Mathefelon, siehe oben; ⚭ (2) Marquise de Vitré, † nach 1162, Tochter von André I. de Vitré, sie heiratete in dritter Ehe vor 1160 Payen de Vaiges, 139/75 bezeugt – Vorfahren siehe oben
  1. (wohl 1) Thibault II. de Mathefelon, um 1150/1197 bezeugt; ⚭ Mahaut de Mayenne, Tochter von Juhel I. (Haus Mayenne)
    1. Thibault III., 1197 bezeugt, 1205 Seigneur de Mathefelon, 1214 Seigneur de Durtal, † Mai 1238/Dezember 1239; ⚭ (1) vor 1191 Agnès de Craon, † vor 1205, Tochter von Maurice II. de Craon; ⚭ (2) vor 1218 Luce de l'Aigle, Dame de Loué et de Loiron, † 16. Dezember nach 1244
      1. Emma, wohl 12318 bezeugt
      2. Isabell, † vor 1218

    2. Geoffroy, 1219/29 bezeugt, † vor 1231; ⚭ NN, 1229 bezeugt
      1.  ? Foulques III. de Mathefelon, Chevalier, Seigeur de Mathefelon, de Durtal, d'Entrammes, d'Azé, et de La Cropte, wohl 1229 bezeugt, 1248/73 bezeugt, † vor 1282; ⚭ vor Juni 1248 Alix de Vitré, 1248/89 bezeugt, Tochter von André III. de Vitré (Haus Vitré) – Nachkommen siehe unten

    3. Foulques, 1216 bezeugt
    4. Juhal, † 1249/50 Damiette auf dem Sechsten Kreuzzug, 1217 Domherr, 1221/28 Domdechant zu Le Mans, 1229 Erzbischof von Tours, 1243 Erzbischof von Reims

  2. (wohl 1) Geoffroy
  3. (2) Foulques, † vor 1150
  4. (2) Adélaide, † 18. März 1164, 1158 Äbtissin von Saint-Georges in Rennes

### Die zweite Linie (13./14. Jahrhundert)
1. Foulques III. de Mathefelon, Chevalier, Seigeur de Mathefelon, de Durtal, d'Entrammes, d'Azé, et de La Cropte, wohl 1229 bezeugt, 1248/73 bezeugt, † vor 1282; ⚭ vor Juni 1248 Alix de Vitré, 1248/89 bezeugt, Tochter von André III. de Vitré (Haus Vitré) – Vorfahren siehe oben
  1. Thibauld IV., Chevalier, 1282 Seigneur de Mathefelon, 1273/97 bezeugt
    1. Foulques III., 1216 Sire de Mathefelon, 1302/19 bezeugt, † vor 1331; ⚭ wohl Elisabeth de Châteaubriand
      1. Thibault V., 1331 Seigneur de Durtal, 1346 Seigneur de Mathefelon, testiert Angers 25. September 1358; ⚭ (1) Luce de Goulaine; ⚭ (2) 1348 Béatrix de Dreux, † 1356, bestattet im Kloster Chaloché, Tochter von Robert III. de Dreux, Seigneur de Beu etc. (Haus Frankreich-Dreux)
        1. (1) Pierre, Sire de Mathefelon, 1369, † 1396 in Ungarn (vgl. Schlacht von Nikopolis am 25. September 1396)
        2. (1) Jeanne, Dame de Durtal, d'Azé, de la Cropte et de Saint-Ouen 1395; ⚭ (Ehevertrag 3. Juni 1346) Guillaume VII. Larchevêque, Sire de Parthenay, † 17. Mai 1401 auf Burg Parthenay
        3. (1) Alix, † 1370, 1354/60 Äbtissin von Saint-Georges de Rennes
        4. (1) Henneur, Dame d'Entrannes 1401/13, † vor 30. August 1419; ∞ Jean II., Vicomte de Rochechouart 1383/1411, † vor 1413 (Haus Rochechouart)

      2. Guillaume, Seigneur de l'Île-de-Brûlon et de la Cropte, 1363/80 bezeugt – Nachkommen
      3. Foulques, † 2. Dezember 1355, 1316 Domherr, dann Domthesaurarius, 1324/55 Bischof von Angers

  2. Hubert, Seigneur de Lacheneil, de Loiron, et 1297 de Nuillé-sur-Vicoin – Nachkommen † 1518
  3. Catherine, 1294/1317 Äbtissin von Saint-Georges zu Rennes
  4. Philippote, 1317/1325 Äbtissin von Saint-Georges zu Rennes